# François du Jon (il vecchio)
Franciscus Junius, anche conosciuto come François du Jon (Bourges, 1º maggio 1545 – Leida, 13 ottobre 1602), è stato un teologo riformato olandese.

## Biografia
Inizialmente studiò diritto ma in seguito decise di studiare teologia a Ginevra sotto Giovanni Calvino e Teodoro di Beza. Divenne un  ministro ad Anversa, ma fu obbligato a andarsene ad Heidelberg nel 1567. Scrisse una importante traduzione della Bibbia in Latino con Emmanuel Tremellius, e la sua De Vera Theologia fu un importante testo nello scolasticismo riformato.
Scoprì un frammento dello Heliand.
Da non confondersi con l'omonimo figlio François du Jon il giovane (1591 – 1677) un filologo.